# Michel Guérard
Michel Guérard (* 27. März 1933 in Vétheuil im Département Val-d’Oise; † 19. August 2024) war ein französischer Koch und einer der Erfinder der Nouvelle Cuisine.

## Leben
Nach dem Besuch des Lycée Corneille in Rouen begann er 1950 seine Konditorenausbildung bei Kléber Alix. 1957 folgte eine Anstellung als Chefkonditor im Hôtel de Crillon, wobei er 1958 für seine Leistungen den französischen Orden Meilleur Ouvrier de France im Gebiet Konditorei erhielt, den drei Jahre später auch Paul Bocuse erhalten sollte. Nach seiner Tätigkeit als Chefkonditor im Theater Lido eröffnete er 1965 sein Restaurant Le Pot au Feu in Asnières-sur-Seine, für das er 1970 mit zwei Sternen im Guide Michelin ausgezeichnet wird.
Ab 1974 führte Guérard dann mit seiner Frau Christine das Hotel Les Prés d'Eugénie und erhielt bereits ein Jahr später zwei Sterne des Guide Michelin für dessen Restaurant. 1976 erschien Guérard erstes Buch, das heute als erste Beschreibung der Nouvelle Cuisine angesehen wird und in mehrere Sprachen übersetzt wird: La Grande Cuisine Minceur (deutsch „die leichte große Küche zum Abnehmen“). Im Jahr 1977 erhielt er dann den dritten Stern für sein Restaurant.
1978 folgte dann die Eröffnung des Gourmethauses Comptoirs Gourmands Michel Guérard in Paris und schließlich 1983 der Kauf des historischen Landgutes Château de Bachen im Weinbaugebiet Tursan im Südwesten Frankreichs. 1987 gründete er mit anderen „Großen Mützen“ (siehe Gault-Millau) den Arbeitgeberverband Chambre Syndicale de la Haute Cuisine Française und war zwischen 1988 und 1990 dessen Präsident. Mit der Wiederbelebung im Jahre 1993 eines antiken Gasthofes La Ferme aux Grives, wendete sich Michel Guérard dann wieder stärker hin zur regionalen Küche, um ihr mit neuen Ideen wieder auf die Beine zu helfen.
2015 wurde Michel Guérards Restaurant Les Prés d'Eugénie in Eugénie-les-Bains mit drei Sternen vom Guide Michelin und mit 19 Gault-Millau-Punkten ausgezeichnet.

## Auszeichnungen
- 2017: Eckart Witzigmann Preis für „Lebenskultur“[3]

## Veröffentlichung
- La Grande Cuisine Minceur (dt. Die leichte Große Küche), 1976